# Fuchsia skutchiana
Fuchsia skutchiana är en dunörtsväxtart som beskrevs av Philip Alexander Munz. Fuchsia skutchiana ingår i släktet fuchsior, och familjen dunörtsväxter. Inga underarter finns listade i Catalogue of Life.